# Джерба (аеропорт)
Міжнародний аеропорт Джерба-Зарзис або Аеропорт Меліта (фр. Aéroport international de Djerba-Zarzis, араб. مطار جربة جرجيس الدولي) (IATA: DJE, ICAO: DTTJ) — міжнародний аеропорт, який обслуговує острів Джерба, Туніс. Аеропорт розташовано за 9 км від центра столиці острова, міста Гумт-Сук. Аеропорт відкрито в 1970 році , та на кінець 2010-х є важливим напрямком курортних сезонних рейсів.

## Авіалінії та напрямки, травень 2021
| Авіакомпанія                  | Пункт призначення |
| ----------------------------- | --- |
| Air France                    | Сезонно: Париж-Шарль де Голль |
| ASL Airlines France           | Сезонно: Париж-Шарль де Голль |
| Brussels Airlines             | Сезонний Брюссель |
| Chair Airlines                | Сезонно: Цюрих |
| Edelweiss Air                 | Сезонно: Цюрих |
| Enter Air                     | Чартер: Катовиці, Варшава-Шопен |
| Freebird Airlines Europe      | Сезонний чартер: Лейпциг/Галле |
| GetJet Airlines               | Сезонний чартер: Вільнюс |
| Lufthansa                     | Сезонно: Франкфурт |
| Luxair                        | Люксембург |
| Nordwind Airlines             | Сезонний чартер: Казань, Москва-Шереметьєво, Ст Петербург, Єкатеринбург                                                                      |
| Nouvelair                     | Бордо, Дюссельдорф, Лілль, Ліон, Марсель, Нант, Париж-Шарль де Голль, Тулуза Сезонно: Брюссель, Франкфурт, Страсбург                         |
| Royal Flight                  | Сезонний чартер: Москва-Шереметьєво |
| SmartLynx Airlines            | Сезонний чартер: Рига |
| SmartLynx Airlines Estonia    | Сезонний чартер: Таллінн |
| Smartwings                    | Сезонний чартер: Брно, Острава, Прага |
| Smartwings Poland             | Сезонний чартер: Катовиці, Вроцлав |
| Swiss International Air Lines | Сезонно: Женева |
| Transavia France              | Париж-Орлі Сезонний: Ліон, Монпельє, Нант |
| TUI fly Belgium               | Брюссель, Сезонно: Брюссель-Шарлеруа, Лілль, Остенде-Брюгге                                                                                  |
| TUI fly Netherlands           | Сезонно: Амстердам |
| Tunisair                      | Дюссельдорф, Франкфурт, Ліон, Марсель, Мюнхен, Нант, Ніцца, Париж-Орлі, Страсбург Сезонний: Берлін, Бордо, Брюссель, Женева, Ганновер, Цюрих |
| Tunisair Express              | Туніс |
| Ural Airlines                 | Сезонний чартер: Москва–Домодєдово |

## Пасажирообіг
Див. джерело запитів Вікіданих та джерела.